# Ramazan Şahin
Ramazan Şahin, né le 8 juillet 1983 à Makhatchkala (RSSA du Daghestan, Union soviétique), est un lutteur libre turc.

## Biographie
Le 20 août 2008, il est sacré champion olympique aux Jeux d'été de Pékin en catégorie des moins de 66 kg. Aux Jeux olympiques d'été de 2012 à Londres, il est battu par le Kazakh Akzhurek Tanatarov, dans le match pour la médaille de bronze.